# Forêts des contreforts de l'Alberta et de la Colombie-Britannique
Localisation
Les forêts des contreforts de l'Alberta et de la Colombie-Britannique sont une écorégion terrestre nord-américaine du type Forêts de conifères tempérées du World Wildlife Fund

## Répartition
Cette écorégion est constituée par deux régions disjointes. Elle s'étend sur les contreforts des Rocheuses dans l'ouest de l'Alberta et dans le centre-est de la Colombie-Britannique.  

## Climat
La température moyenne annuelle varie entre −0,5 °C au nord et 2 °C au sud. La température estivale moyenne est de 13 °C au nord et de 15 °C au sud. La température hivernale moyenne est de −17,5 °C au nord et de −10 °C  au sud. Le taux de précipitations annuel oscille entre 400 mm et 600 mm. 

## Caractéristiques biologiques
Les forêts des contreforts de l'Alberta et de la Colombie-Britannique se composent principalement de pins tordus, de peupliers faux-tremble, d'épinettes blanches, de sapins baumiers, de bouleaux blancs et de peupliers baumiers. Les secteurs plus secs sont colonisés par des peuplements clairsemés de pins tordus et de peupliers. L'épinette noire et le mélèze laricin sont associés aux zones humides.  

## Conservation
Aucune zone intacte ne subsiste dans cette écorégion. L'habitat a été altéré plus ou moins sévèrement selon les régions par l'agriculture, l'élevage, les coupes forestières, l'exploration sismique et les oléoducs.  